# Buxières-sur-Arce
Buxières-sur-Arce ist eine französische Gemeinde mit 107 Einwohnern (Stand: 1. Januar 2022) im Département Aube in der Region Grand Est (vor 2016 Champagne-Ardenne). Sie gehört zum Arrondissement Troyes und zum Kanton Bar-sur-Seine.

## Lage
Buxières-sur-Arce liegt etwa 33 Kilometer ostsüdöstlich von Troyes.
Nachbargemeinden sind Magnant im Norden und Nordwesten, Beurey im Norden, Chervey im Osten, Ville-sur-Arce im Süden und Westen sowie Bar-sur-Seine im Westen und Südwesten.

## Bevölkerungsentwicklung
| Jahr                      | 1962 | 1968 | 1975 | 1982 | 1990 | 1999 | 2006 | 2011 | 2016 |
| ------------------------- | ---- | ---- | ---- | ---- | ---- | ---- | ---- | ---- | ---- |
| Einwohner                 | 128  | 136  | 137  | 138  | 139  | 149  | 154  | 149  | 124  |
| Quelle: Cassini und INSEE |      |      |      |      |      |      |      |      |      |

## Sehenswürdigkeiten
- Kirche Saint-Martin aus dem 16. Jahrhundert

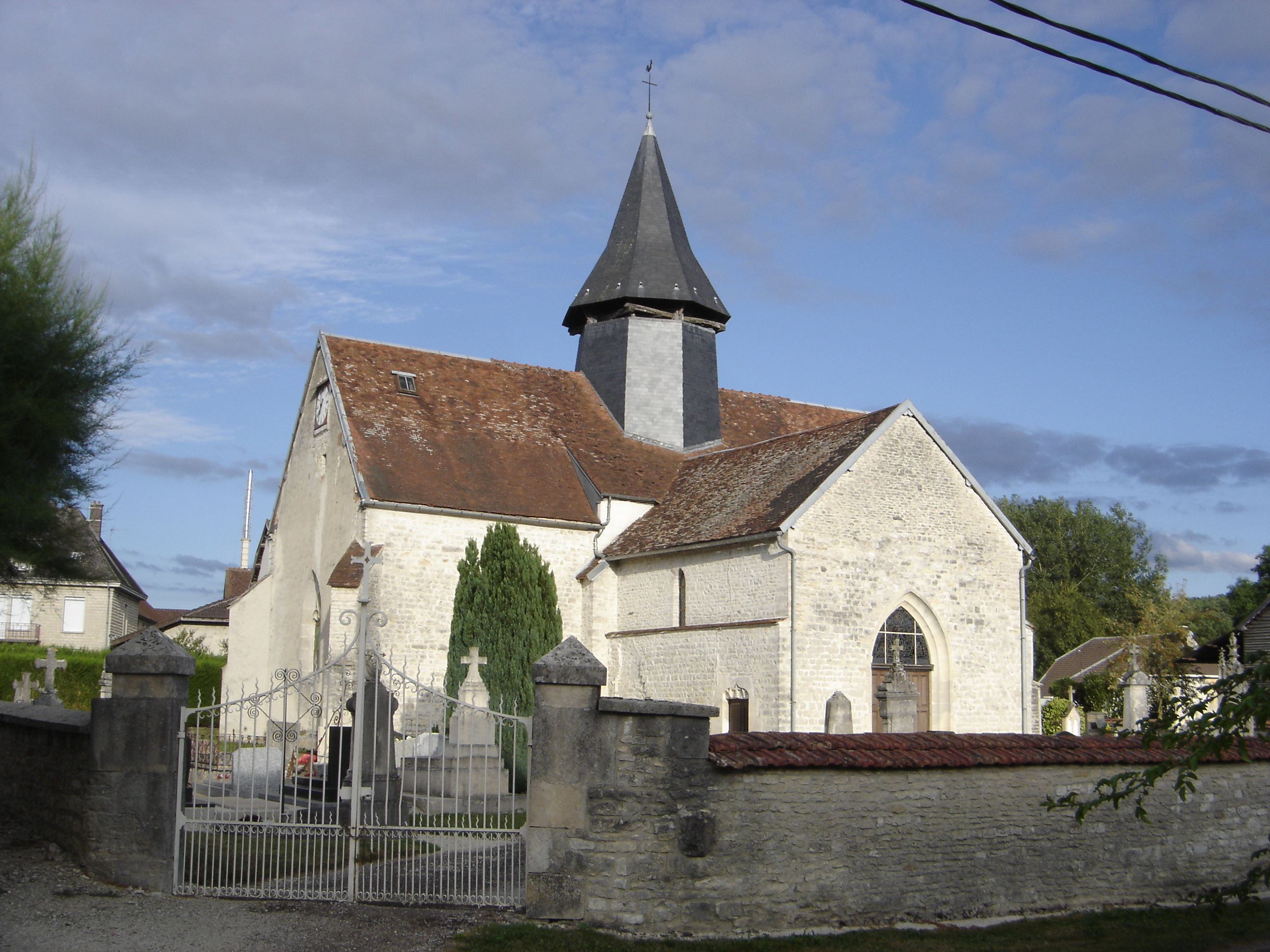
Kirche Saint-Martin